# Lista obiektów geograficznych o jednoliterowej nazwie

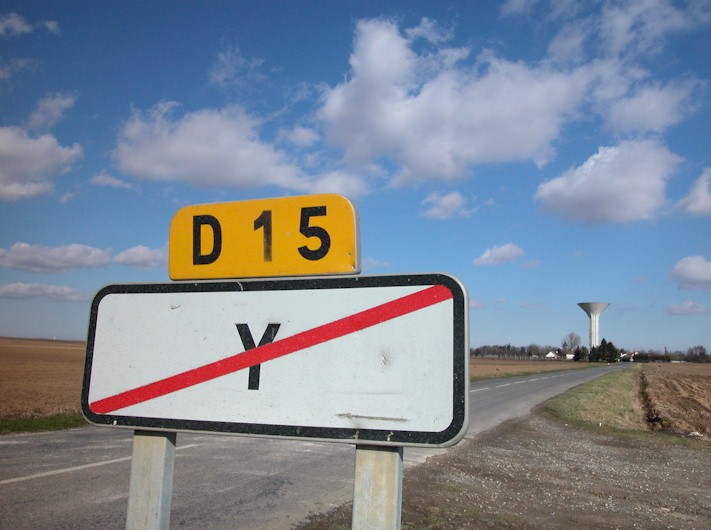
Tablica z nazwą miejscowości Y

Obiekty geograficzne o jednoliterowej nazwie:
- A – dawna wieś w prefekturze Kumamoto w Japonii
- Å – wieś w gminie Andøy, w regionie Nordland w Norwegii
- Å – wieś w gminie Moskenes, w regionie Nordland w Norwegii
- Å – wieś w gminie Meldal, w regionie Sør-Trøndelag w Norwegii
- Å – wieś w gminie Åfjord, w regionie Sør-Trøndelag w Norwegii
- Å – wieś w gminie Ibestad, w regionie Troms w Norwegii
- Å – wieś w gminie Lavangen, w regionie Troms w Norwegii
- Å – wieś w gminie Tranøy, w regionie Troms w Norwegii
- Å – wieś w gminie Norrköping, w regionie Östergötland w Szwecji
- Ą – osada w województwie lubuskim w Polsce
- D – rzeka w stanie Oregon w USA
- E – góra na wyspie Hokkaidō w Japonii
- E – rzeka w Szkocji
- Ì – gaelicka nazwa wyspy Iona w Szkocji
- Ô – zamek koło Mortrée we Francji
- O – rzeka w hrabstwie Devon w Anglii
- Ö – wieś w Szwecji
- Ø – wzgórze na Jutlandii w Danii
- U – miejscowość w Panamie
- U – gmina w Mikronezji
- Ú – miejscowość na Madagaskarze
- U – region w Wietnamie
- Ü – region w Tybecie
- Y – gmina w departamencie Somma we Francji.
- Y – rzeka w Rosji
- Y – dawna miejscowość w stanie Alaska, USA
- Ý – wietnamska nazwa Włoch